# 称念寺 (上越市)
称念寺（しょうねんじ）は、新潟県上越市にある時宗の寺院。

## 歴史
遊行6代他阿一鎮（1278年 - 1355年）が嘉暦2年（1327年）に越後国府中（新潟県上越市五智。直江津）に建立した。当時は応称寺と称した。越前国長崎道場称念寺の住職が兼務していたため、2代目住職の時に「称念寺」と改称した。後に高田城築城の際に、城下に寺町が設けられ、当寺も移転した。

## 文化財
- 重要文化財（国指定）
  - 木造一鎮倚像[2] - 七条仏師の手になると考えられる寿像

## 交通アクセス
- えちごトキめき鉄道妙高はねうまライン 高田駅より南西へ徒歩約10分